# Тріщинуватість гірських порід
Тріщинуватість гірських порід (рос. трещиноватость горных пород, англ. natural fracture pattern of mine rock, rock jointing, rock fissuring; нім. Zerklüftung f der Gesteine) – 

## Загальна характеристика
- 1) Порушення монолітності порід тріщинами або сукупність тріщин, що є у породному масиві; лінії, що розділяють зони породи з порушеними міжатомними зв'язками та область непорушеної породи. Тріщини можуть бути ендогенними, екзогенними та штучними; заповнені водою, газами, мінеральними та органічними речовинами або пусті. Геометричні параметри Т.г.п. можна поділити на кутові та лінійні; кутові параметри – кут простягання і кут падіння тріщин, системи тріщин. Лінійні – середні відстані між поверхнями ослаблення; середні відстані між сусідніми тріщинами (LT) по нормалі в окремій системі. Т.г.п. суттєво впливає на показники очисних робіт.

- 2) Явище розділення земної кори нетектонічними, тектонічними і планетарними тріщинами. Нетектонічні Т.г.п. – наслідок розтріскування в процесі охолоджування (для магматичних порід), ущільнення, дегідратації, розвитку екзогенних тріщин, ведення гірн. робіт і т. ін. Тектонічні Т.г.п. розвиваються в зв'язку з напруженнями, що виникають в г.п. під впливом глибинних тектонічних сил. Виділяються тріщини оперення, відриву і тріщини сколювання, які утворюють системи, закономірно орієнтовані по відношенню до великих тектонічних структур; у зв'язку з розвитком останніх відбувається розтріскування г.п. При планетарній Т.г.п. напруження в земній корі виникають під дією планетарних явищ (наприклад, зміни частоти обертання і форми Землі, “твердих припливів" і т.і. Явище Т.г.п. має як позитивні, так і негативні наслідки. По-перше, розколювання г.п. тріщинами сприяє проникності земної кори для глибинних розчинів (флюїдів), які несуть рудні компоненти, відкладаючись у тріщинах, формують родовища корисних копалин. Глибинні горизонти тріщинуватих порід можуть бути колекторами прісної води, нафти і газу. Подруге, Т.г.п. забезпечує хороше дроблення г.п. при їх видобутку та переробці. Негативні наслідки Т.г.п. виявляються у зниженні стійкості масивів гірських порід.

## Класифікація
Існує ряд класифікацій тріщин.
За походженням виділяють тектонічні і нетектонічні тріщини. Перші кількісно переважають. 
За генетичними ознаками розрізняють тріщини: розтягнення, сколювання, розширення, вивільнення, розсування, вигину, розриву тощо.
За геометричними ознаками розрізняють тріщини: згідні, січні, напластування, поперечні, радіальні, поздовжні та інші.
Тріщини розкритістю менше 3 см – це тріщини кліважу. Тріщини з розкриттям менше 100 мкм – мікротріщини.

## Параметри тріщин

### Густота(щільність) тріщин
ГУСТОТА (ЩІЛЬНІСТЬ) ТРІЩИН ЛІНІЙНА – відношення кількості тріщин до довжини нормалі, що проведена до поверхонь, які утворюють тріщини. Г.т.л. (або рівень тріщинуватості, частота тріщин, лінійна частота) переважно становить 5—15 м-1, не перевищуючи 40 м-1 (за винятком тонкошаруватих різновидів порід). Величина, обернена Г.т.л. – відстань між тріщинами. Густота мікротріщин змінюється від 10 до 100 м-1, а макротріщин – від 1 до 10 м-1.

### Характеристика порід за тріщинуватістю
| Порядок                                           | Характеристика і генезис тріщин                        | Довжина тріщин, м | Розкриття, м | LT, м     |
| ------------------------------------------------- | ------------------------------------------------------ | ----------------- | ------------ | --------- |
| Перший                                            | Внутрішньокристалічні: вакансії, дислокації, порожнини | 10-9—10-2         | 10-9—10-5    | 10-8—10-3 |
| Другий                                            | Міжкристалічні: тріщини між кристалами і у цементі     | 10-4—10-2         | 10-6—10-3    | 10-5—10-2 |
| Третій                                            |                                                        |                   |              |           |
| Ендогенні (розрив): тріщини вистигання і всихання | 10-1—100                                               | 10-5—10-3         | 10-1—100     |           |
| Тріщини нагромадження осадів                      | 10-1—103                                               | 10-6—10-4         | 10-1—100     |           |
| Екзогенні (зсув, розрив): тектонічні тріщини      | 100—105                                                | 10-6—100          | 10-4—10-1    |           |
| Кліваж                                            | 10-1—101                                               | 10-9—10-5         | 10-4—10-3    |           |
| Гіпергенні (розрив): штучні тріщини               | 10-2—101                                               | 10-6—10-1         | 10-1—100     |           |
| Тріщини розтискання                               | 100—102                                                | 10-3—10-1         | 10-1—100     |           |
| Тріщини вивітрювання                              | 10-1—102                                               | 10-5—10-1         | 10-2—100     |           |

Найкоротшу відстань між стінками тріщини називають розкритістю тріщини.

## СИСТЕМА ТРІЩИН
Сукупність тріщин, що утворювалися при певному напруженому стані гірських порід, внаслідок дії дотичних чи нормальних напружень, єдиних для всієї системи. Розподіл напрямків тріщин підкоряється певним закономірностям. Так, у момент свого утворення всі тріщини однієї системи в даній точці структури належать до так званого розподілу Мізеса, що близький до нормального закону. Дією наступних процесів цей первісний розподіл може бути порушений. С.т. зображується на діаграмах тріщинуватості (точкових, прямокутних).

## Окремі різновиди тріщин
ТРІЩИНА БОРТОВОГО ВІДПОРУ – у кар’єрах, балках тощо – розрив в гірській породі зі значним розкриттям, що виник в прибровочній частині крутих схилів внаслідок зняття навантаження в масиві і дії сил гравітації.
ТРІЩИНА КОРОДОВАНА – тектонічна або нетектонічна Т. в карстових породах, стінки якої зазнали розчинення. 
ТРІЩИНА ТИСКУ – у шахтах, печерах, свердловинах тощо – розрив суцільності порід (відрив та зсув) під дією гірничого тиску.